# Seychellen op de Olympische Zomerspelen 2016
De Seychellen namen deel aan de Olympische Zomerspelen 2016 in Rio de Janeiro, Brazilië. Tot de selectie behoorden tien atleten, actief in zes sporten. Zeiler Rodney Govinden droeg de Seychelse vlag tijdens de openingsceremonie; hoogspringster Lissa Labiche deed dat bij de sluitingsceremonie. De Seychellen wonnen geen olympische medaille in 2016.

## Deelnemers en resultaten
(m) = mannen, (v) = vrouwen 

### Atletiek
| Olympiër      | Discipline       | Resultaat | Prestatie                            |
| ------------- | ---------------- | --------- | ------------------------------------ |
| Ned Azemia    | 400m horden (m)  | 43e       | serie 3: 8ste in 50,74 (NR)          |
|               |                  |           |                                      |
| Lissa Labiche | hoogspringen (v) | 29e       | kwalificatie groep B: 15de met 1,85m |

### Boksen
| Olympiër         | Discipline | Resultaat | Prestatie                        |
| ---------------- | ---------- | --------- | -------------------------------- |
| Andrique Allisop | –60kg (m)  | 17e       | 1ste ronde: V van IRL Joyce: 0–3 |

### Gewichtheffen
| Olympiër       | Discipline | Resultaat | Prestatie                                                    |
| -------------- | ---------- | --------- | ------------------------------------------------------------ |
| Rick Confiance | –62kg (m)  | 13e       | trekken: 14de met 105kg stoten: 13de met 127kg totaal: 232kg |

### Judo
| Olympiër        | Discipline | Resultaat | Prestatie                                            |
| --------------- | ---------- | --------- | ---------------------------------------------------- |
| Dominic Dugasse | –100kg (m) | 17e       | 1ste ronde: vrij 2de ronde: V van EGY Darwish: ippon |

### Zeilen
| Olympiër           | Discipline | Resultaat | Prestatie                                           |
| ------------------ | ---------- | --------- | --------------------------------------------------- |
| Jean-Marc Gardette | RS:X (m)   | 33e       | 355 punten: (39-35-33-31-23-31-29-DNF-35-DNF-32-33) |
| Rodney Govinden VO | Laser (m)  | 45e       | 365 punten: (45-41-47-37-43-37-41-41-43-38)         |
| Allan Julie        | Finn (m)   | 23e       | 197 punten: (23-17-23-21-17-18-23-23-22-23)         |

### Zwemmen
| Olympiër     | Discipline         | Resultaat | Prestatie               |
| ------------ | ------------------ | --------- | ----------------------- |
| Adam Viktora | 50m vrije slag (m) | 56e       | serie 1: 2de in 24,32   |
|              |                    |           |                         |
| Alexus Laird | 100m rugslag (v)   | 27e       | serie 2: 3de in 1.03,33 |